# Aceraius ashidai
Aceraius ashidai es una especie de coleóptero de la familia Passalidae.

## Distribución geográfica
Habita en Península de Malaca y Sumatra (Indonesia).